# رضوى جودة
رضوى جودة هي ممثلة مصرية بدأت حياتها الفنية عام 2017 وقدمت عدد من الأعمال الفنية.

## سيرتها
هي ممثلة شابة مصرية ولدت في محافظة القاهرة، درست في المعهد العالي للفنون المسرحية، وقد لفتت أنظار المخرجين لها بتمثيلها في المعهد وقد بدأت مسيرتها الفنية في عام 2017 عندما قدمت أول أدوارها في مسلسل "الحلال" مع الفنانة سمية الخشاب ثم توالت أعمالها الفنية ومن أهم أدوارها مسلسل "بخط الإيد"، ودورها المميز في مسلسل "الإختيار".

## أعمالها
- إلا أنا ج2 (2021).
- الحرير المخملي (2021).
- زي القمر (2021).
- زي القمر ج 2 (2021).
- ورا كل باب ج 2 (2021).[5]
- إلا أنا (2020).
- الاختيار (2020).
- بخط الإيد (2020).
- ليالينا ٨٠ (2020).
- علامة استفهام (2019).
- ولد الغلابة (2019).
- الحلال (2017).